# St. Nikolai (Hamburg-Finkenwerder)

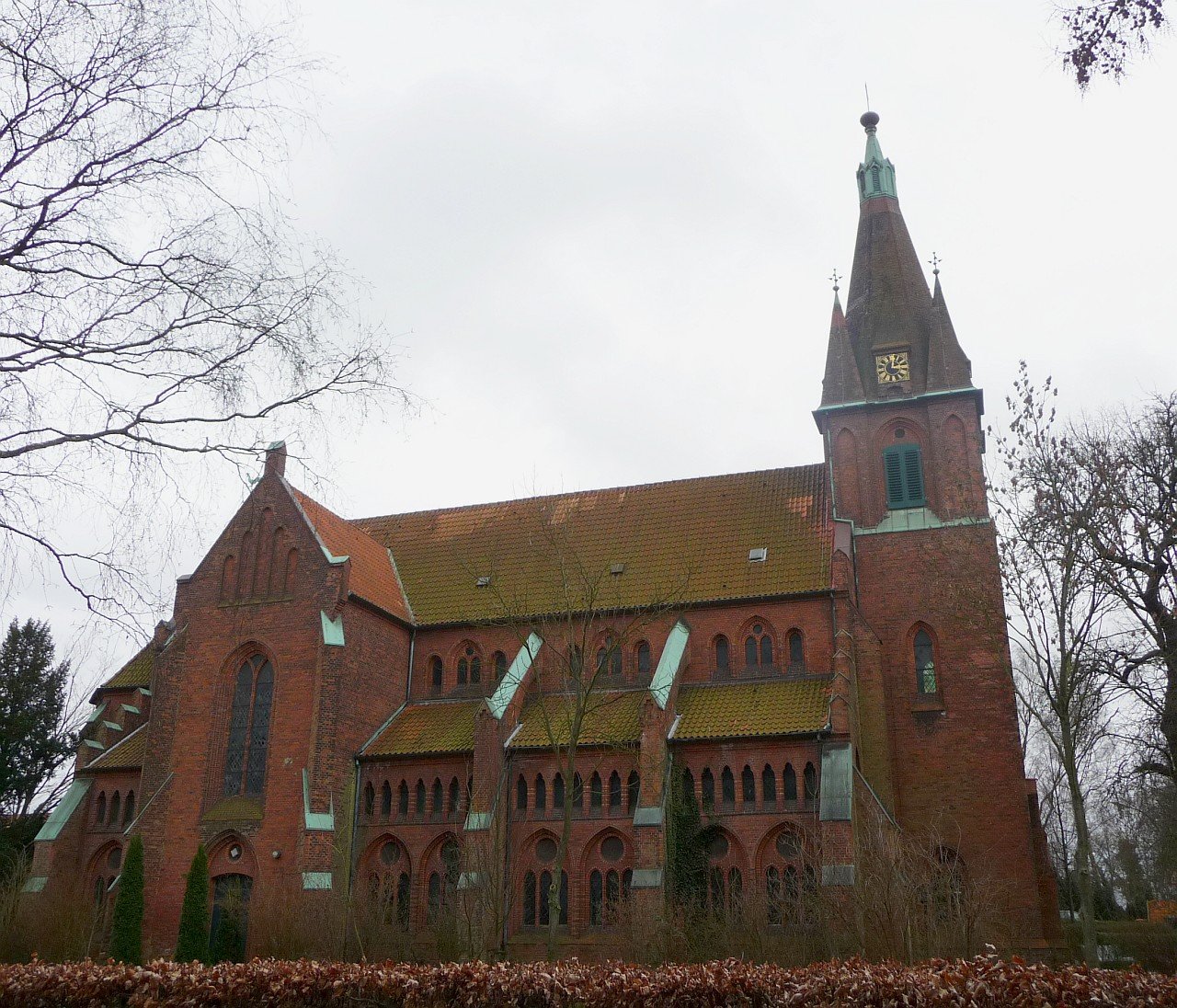
St. Nikolai von Norden

St. Nikolai Finkenwerder ist eine evangelisch-lutherische Kirchgemeinde in Hamburg-Finkenwerder. Die Gemeinde gehört zum Kirchenkreis Hamburg-Ost der Nordelbischen Landeskirche. Die Existenz einer Kirche in Finkenwerder ist seit dem 16. Jahrhundert beurkundet; die heutige Backsteinkirche ist der vierte Kirchbau der Gemeinde und wurde 1880–1881 im neugotischen Stil errichtet. Aus den Vorgängerkirchen stammende Teile der Ausstattung der Kirche stehen unter Denkmalschutz.

## Geschichte
Eine Kirche auf Finkenwerder wurde erstmals 1568 auf der Elbkarte des Kartographen Melchior Lorck beurkundet. Die ersten überlieferten Kirchenbücher datieren auf 1621. (Die Kirchenbücher der Gemeinde von 1621 bis 1870 wurden 1925–1927 von Walter Scheidt in einer „volks- und rassenkundlichen“ Untersuchung aufgearbeitet. Unterstützt wurde die Untersuchung durch Georg Thilenius als Direktor des Völkerkundemuseums, wo die genealogischen Daten verzettelt vorliegen.) Die Kirche in Finkenwerder befindet sich in der Mitte des Dorfes am Finkenwerder Landscheideweg. Dieser Weg – ehemals Graben – bildete im 16. Jahrhundert die Grenze zwischen der Grafschaft Holstein-Pinneberg im nördlichen Teil Finkenwerders und dem Fürstentum Lüneburg im südlichen Teil. Diese Grenze, später zwischen dem Königreich Hannover bzw. Preußen im Süden und Hamburg im Norden, blieb bis zum Groß-Hamburg-Gesetz von 1937 bestehen.

## Architektur und Ausstattung

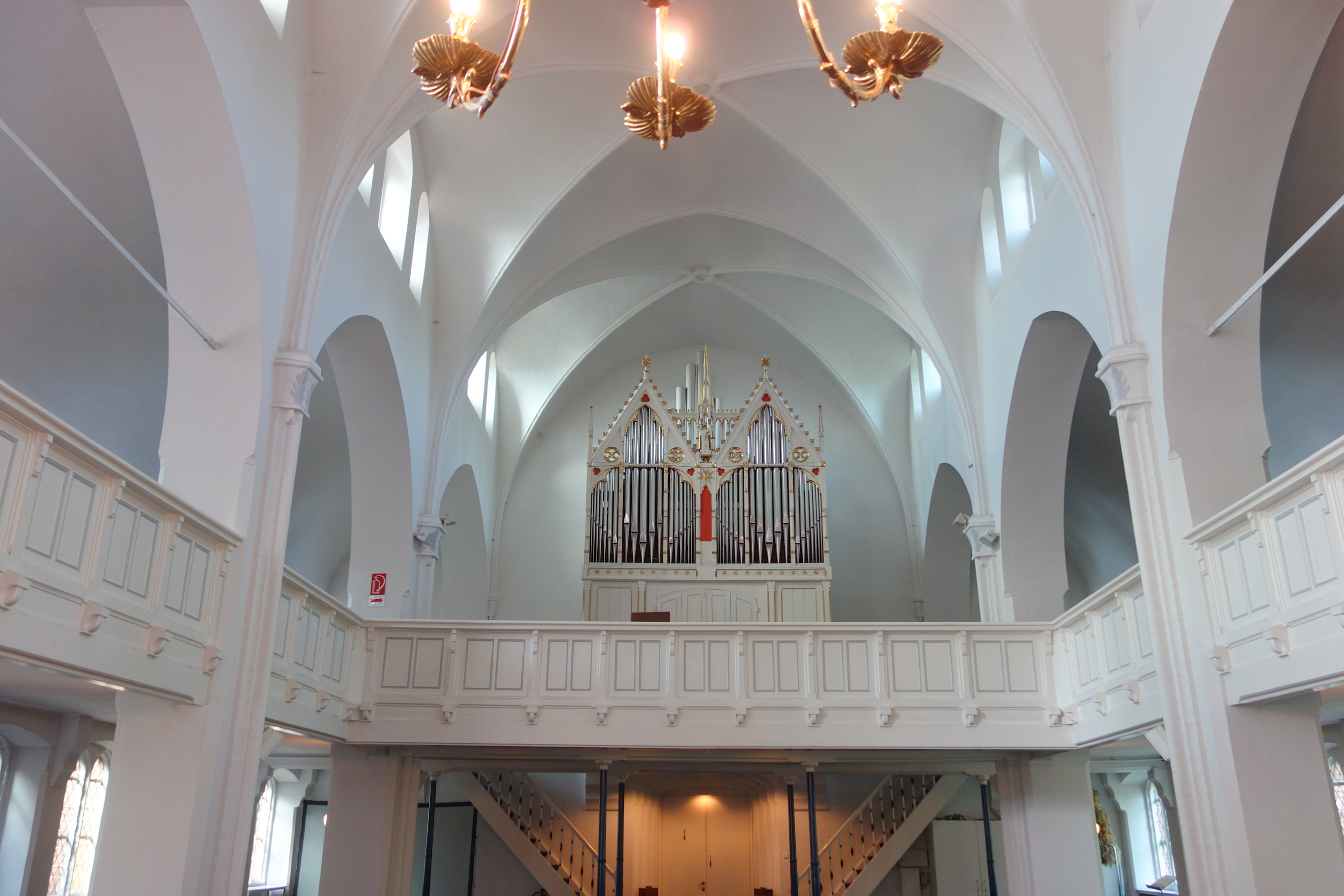
Innenraum mit Blick auf die Orgelempore

Die heutige Kirche wurde nach Plänen des Architekten Wagner aus Winsen/Luhe errichtet. Sie hat die Form einer dreischiffigen Basilika mit einem symmetrisch angeordneten Turm von 36 m Höhe. Das Gehäuse der 1881 erbauten Orgel an der Westseite stammt von Tischlermeister Eckermann aus Hamburg, das Orgelwerk von Furtwängler aus Elze. Die Kanzel, der Kronleuchter und ein Altaraufsatz stammen aus den Vorgängerbauten von St. Nikolai und stehen unter Denkmalschutz. Nach Schäden durch die Sturmflut von 1962 wurde die Kirche 1965–1967 nach Plänen von Werner Kallmorgen modernisiert und umgebaut. Dabei wurde ein hochgelegter Seiteneingang eingefügt und die Kirche erhielt bunte Altarfenster.